# فرودگاه شهرستان جورج اسکات-تاون
فرودگاه شهرستان جورج اسکات-تاون (به انگلیسی: Georgetown-Scott County Airport) (به زبان بومی: Marshall Field) یک فرودگاه همگانی بهره‌برداری هوایی است که یک باند فرود آسفالت دارد و طول باند آن ۱۶۷۶ متر است. این فرودگاه در شهر جرجتاون، کنتاکی کشور ایالات متحده آمریکا قرار دارد و در ارتفاع ۲۸۹ متری از سطح دریا واقع شده‌است.